# Моћна Афродита
Моћна Афродита (енгл. Mighty Aphrodite) је филмска комедија из 1995. године, у режији Вудија Алена, који је и написао сценарио. Сценарио је донекле инспирисан причом о Пигмалиону и говори о потрази Ленија Вајнриба (Ален) за биолошком мајком свог генијалног усвојеног сина, на крају откривши да је она приглупа проститутка по имену Линда Еш (Сорвино).

## Радња
Спортски репортер Лени Вајнриб ожењен је женом од каријере Амандом. Аманда је спремна да постане мајка, али не жели да остане трудна и да се породи, па пар (упркос чињеници да је Лени генерално против тога да имају деце) одлучује да усвоји. У њиховој породици се појављује син Макс. Док одраста, Лени схвата да је дечак изненађујуће интелигентан и паметан. Лени одлучује да открије ко је била Максова биолошка мајка. После тешке потраге, сазнаје да је Максова мајка проститутка Линда Еш. Лени организује састанак са њом и она на први поглед оставља депресиван утисак на њега својом глупошћу, грубошћу и неоснованим амбицијама. Линда покушава да заведе Ленија, али он је са гађењем одбија, позивајући је да престане да се бави проституцијом. Међутим, након неког времена, Лени и Линда се зближавају, а он одлучује да јој помогне да се промени: побољша изглед, понашање и начин живота, док је пита за детаље о њеном напуштеном сину, не откривајући да га сада одгаја. Убрзо Лени упознаје Линду са својим пријатељем Кевином и они развијају осећања, али Кевин случајно сазна истину о Линдиној прошлости и оставља је...
Док је Лени заузет договором о Линдиној судбини, његова жена вара мужа са колегом Џеријем. Сазнавши за ово, Лени пристаје да има секс са Линдом, али Аманда и Лени и даље остају заједно. Линда проналази себи мужа - пилота хеликоптера Дона.
Преплитање прича завршава тако што Линда затрудни од Ленија; годину дана касније, случајно се сретну у једној дечјој радњи: Лени има Линдино дете, а она Ленијево, али ниједно од њих не зна тајну другог.
Упечатљиво редитељско откриће филма је појава ликова из старогрчке митологије: певају, коментаришу оно што се дешава, а понекад чак и интервенишу током радње филма.